# Scelolophia concessata
Scelolophia concessata är en fjärilsart som beskrevs av Walker 1861. Scelolophia concessata ingår i släktet Scelolophia och familjen mätare. Inga underarter finns listade.